# KolourPaint
KolourPaint is een vrij grafisch programma voor de werkomgevingen KDE en TDE. Het programma is geïnspireerd op Microsoft Paint.

## Geschiedenis
In eerste instantie werd KolourPaint niet gebundeld met KDE, maar was het als los programma verkrijgbaar. Sinds KDE 3.3 wordt KolourPaint standaard meegeleverd met KDE en sinds de allereerste versie van TDE ook met die werkomgeving. Voorheen was dit programma echter te verkrijgen als gewoon uitvoerbaar bestand en dus niet gebundeld met KDE.

## Functies
KolourPaint is ontworpen voor simpele taken, zoals
- Tekenen;
- Beeldbewerking;
- Het bewerken van pictogrammen.